# WTA Brasil Tennis Cup 2013
WTA Brasil Tennis Cup 2013 byl tenisový turnaj pořádaný jako součást ženského okruhu WTA Tour, který se hrál v areálu tenisového klubu na otevřených dvorcích s tvrdým povrchem. Konal se mezi 24. únorem až 3. březnem 2013 v brazilském ostrovním městě Florianópolis jako 1. ročník turnaje.
Turnaj s rozpočtem 235 000 dolarů patřil do kategorie WTA International Tournaments. Nejvýše nasazenou hráčkou ve dvouhře byla bývalá světová jednička Venus Williamsová ze Spojených států.

## Ženská dvouhra

### Nasazení
| Stát          | Hráčka                        | WTA1) | Nasazení |
| ------------- | ----------------------------- | ----- | -------- |
| Spojené státy | Venus Williamsová             | 21.   | 1.       |
| Kazachstán    | Jaroslava Švedovová           | 32.   | 2.       |
| Belgie        | Kirsten Flipkensová           | 34.   | 3.       |
| Jižní Afrika  | Chanelle Scheepersová         | 58.   | 4.       |
| Slovensko     | Magdaléna Rybáriková          | 59.   | 5.       |
| Španělsko     | Anabel Medinaová Garriguesová | 61.   | 6.       |
| Francie       | Kristina Mladenovicová        | 63.   | 7.       |
| Německo       | Annika Becková                | 65.   | 8.       |

- 1) Žebříček WTA k 18. únoru 2013.[4]

### Jiné formy účasti
Následující hráčky obdržely divokou kartu do hlavní soutěže:
- Maria Fernanda Alvesová[5]
- Paula Cristina Gonçalvesová[6]
- Beatriz Haddad Maiová[5]

Následující hráčky postoupily z kvalifikace:
- Kristina Barroisová
- Beatriz García Vidaganyová
- Hsu Chieh-yu
- María Irigoyenová
- Tereza Mrdežová
- Adriana Pérezová

### Odhlášení
- Petra Cetkovská
- Camila Giorgiová
- Laura Robsonová
- Stefanie Vögeleová
- Galina Voskobojevová

## Ženská čtyřhra

### Nasazení
| Stát       | Hráčka                  | Stát       | Hráčka                 | WTA1) | Nasazení |
| ---------- | ----------------------- | ---------- | ---------------------- | ----- | -------- |
| Španělsko  | Anabel Medina Garrigues | Kazachstán | Jaroslava Švedovová    | 50.   | 1.       |
| Chorvatsko | Petra Martićová         | Francie    | Kristina Mladenovicová | 124.  | 2.       |
| Maďarsko   | Tímea Babosová          | Japonsko   | Kimiko Dateová         | 149.  | 3.       |
| Rusko      | Nina Bratčikovová       | Gruzie     | Oxana Kalašnikovová    | 162.  | 4.       |

- 1) Žebříček WTA k 18. únoru 2013; číslo je součtem umístění obou členek páru.

### Jiné formy účasti
Následující páry obdržely divokou kartu do hlavní soutěže:
- Carla Forteová /  Beatriz Haddad Maiová

## Přehled finále

### Ženská dvouhra
- Monica Niculescuová vs.  Olga Pučkovová, 6–2, 4–6, 6–4

Monica Niculescuová získala na okruhu WTA první titul ve dvouhře a celkově třetí kariéry.

### Ženská čtyřhra
- Anabel Medinaová Garriguesová /  Jaroslava Švedovová vs.  Anne Keothavongová /  Valeria Savinychová, 6–0, 6–4